# Belgijski NLO val
Belgijski NLO val, niz masovnih viđenja trokutastih NLO-a u Belgiji od 29. studenog 1989. do travnja 1990. godine, tijekom kojih je prikupljeno višeod 2000 izjava očevidaca, deseci fotografija i videosnimki. Fenomenu su svjedočili i piloti belgijskog ratnog zrakoplovstva te brojni policajaci, a pojave su zabilježene i na radarima NATO-a. Unatoč brojnim viđenjima i činjenici da su koji su se pojavljivali u duljem vremenskom razdoblju, konačan izvještaj ratnog zrakoplovstva bio je da ne mogu objasniti te pojave i ne znaju odakle su došle.

## Važnija svjedočenja
Prvo viđenje NLO-a u Belgiji dogodilo se 29. studenog 1989. godine na području oko gradića Eupena. U 17:15 sati dvojica policajaca u ophodnji, Heinrich Nicoll i Hubert Von Montigny, ugledali su obližnje polje obasjano neobično žarkom svjetlošću, nakon čega su, iznad polja, uočili trokutastu letjelicu s tri reflektora uperena prema dolje i jednim crvenim svjetlom koje je bljeskalo u sredini letjelice. Letjelica je letjela bešumno udaljavajući se od grada, da bi iznenada promijenila smjer i vratila se prema gradiću, gdje su je opazili i drugi očevici. Zaustavila se kod jezera Gileppe i lebdjela je nepomično iznad njega oko sat vremena. Oko 18:45 policajci su primjetili i drugu letjelicu s kupolom na gornjem dijelu, s prozorima obasjanima iznutra, koja je izronila iz šume i odletjela prema sjeveru. U 19:23 prva je letjelica prestala odašiljati crvene svjetlosne kugle i odletjela prema jugozapadu. Policajci su dobili dojavu i o trećoj letjelici sjeverno od Eupena, koja je također imala tri snažna reflektora i jedan središnji s crvenim svjetlom. Sveukupno je trinaest policajaca prijavilo viđenje letjelice s osamnaest različitih mjesta blizu Eupena, a i mnogi građani su prijavili viđenje neobičnih objekata u zraku.
Sljedeća viđenja dogodila su se 1. prosinca u blizini Liegea, kada su Francesco Valenzano i njegova kći uočili veliku, sporu letjelicu kako se bešumno približava u niskom letu, i 11. prosinca, kada je dvanaestogodišnji dječak, zajedno sa svojim roditeljima, djedom, bakom i sestrom ugledao u daljini istovjetnu trokutastu letjelicu s tri jaka reflektora i jednim svjetlom u sredini. Slična je letjelica primječena i oko 97 kilometara zapadnije, a uočio ju je, među ostalim svjedocima, u 18:45 brigadir Andre Amond sa suprugom.
Dana 4. travnja 1990. godine u 22:00 očevici su vidjeli trokutastu letjelicu iznad grada Petit-Rechain, dok je 22. travnja primljeno sedam prijava viđenja trokuta i jedno viđenje dvojice radnika iz Baseclesa, jugozapadno od Bruxellesa, koji su prijavili da su vidjeli letjelicu trapezoidna oblika s dva ogromna reflektora. Drugo neobično viđenje dogodilo se 15. ožujka 1991. godine u Auderghemu u blizini Bruxellesa, kada je jedan inženjer elektronike tokom noći ugledao veliku pravokutnu letjelicu na maloj visini s nepravilnim strukturama s donje strane koja je sporo letjela bez ikakvog osvjetljenja.
Viđenja koje se dogodilo 26. srpnja 1990. godine u 22:35 naslućuje mogućnost interakcije između NLO-a i očevidaca na tlu. Te noći su se Marcel H. i njegova supruga vozili automobilom kroz Grace-Hollogne prema Seraingu, kada su ugledali na nebu nepomičan predmet trokutastog oblika sa stranicama trokuta duljine 12 metara. Tri reflektora letjelice obasjavala su tlo. U jednom trenutku je Marcel H. zablendao dvaput automobilskim svjetlima, na što mu je letjelica "odgovorila" tri put treptajem svjetala.

## Krivotvorena fotografija
Poznata fotografija trokutastog NLO-a, navodno snimljena 15. lipnja 1990. godine, pokazala se kao krivotvorina, što je 2011. godine javnosti otkrio jedan od krivotvoritelja koji se predstavio kao Patrick M., objavivši kako je letjelica zapravo napravljena od polistirena.

## Istraživanja i zaključci
Belgijska vlada je, nakon provedene istrage, priznala da ne može objasniti prijavljene slučajeve viđenja NLO-a. Pretpostavke istraživača, naročito skeptika, su da se brojna viđenja NLO-a u Belgiji mogu objasniti masovnom histerijom ili pogrešnim tumačenjem konvencionalnih letjelica. Francuski ufolog Renaud Leclet pretpostavio je da su barem neke od tajanstvenih letjelica bile helikopteri.